# Stráž nad Nežárkou
Pour les articles homonymes, voir Stráž.
Stráž nad Nežárkou (en allemand : Platz an der Naser) est une ville du district de Jindřichův Hradec, dans la région de Bohême-du-Sud, en Tchéquie. Sa population s'élevait à 875 habitants en 2020.

## Géographie
Stráž nad Nežárkou est arrosée par la rivière Nežárka, un affluent de la Lužnice, et se trouve à 12 km au sud-ouest de Jindřichův Hradec, à 13 km au nord-est de Třeboň, à 33 km à l'est-nord-est de České Budějovice et à 117 km au sud-sud-est de Prague.
La commune est limitée par Hatín, Plavsko, Vydří et Lásenice au nord, par Číměř et Nová Bystřice à l'est, par l'Autriche, Staňkov, Chlum u Třeboně et Příbraz au sud, et par Pístina et Novosedly nad Nežárkou à l'ouest.

## Histoire
La première mention écrite de la localité date de 1284.

## Administration
La commune se compose de trois quartiers :
- Dolní Lhota u Stráže nad Nežárkou
- Dvorce u Stráže nad Nežárkou
- Stráž nad Nežárkou

## Source
- (cs) Cet article est partiellement ou en totalité issu de l’article de Wikipédia en tchèque intitulé « Stráž nad Nežárkou » (voir la liste des auteurs).